# Тайпаны
Тайпаны (лат. Oxyuranus) — род очень ядовитых змей семейства аспидов. Крупные австралийские змеи, чей укус считается самым опасным среди современных змей — до выработки антидота к нему (в 1955 году) от укуса тайпана умирали более чем в 90 % случаев. В род входят 3 вида: тайпан, тайпан Маккоя и Oxyuranus temporalis, открытый в 2007 году.

## Тайпан
Тайпан (лат. Oxyuranus scutellatus) — по различным оценкам занимает третье или четвёртое место по ядовитости в мире и самая крупная (до 3—3,3 м длиной) ядовитая змея Австралии. Из-за агрессивного нрава, крупных размеров и скорости тайпан считается самой опасной из всех ядовитых змей на свете.
Обитает на побережье Северной и Северо-Восточной Австралии и на юго-востоке Новой Гвинеи, отчего и приобрёл своё название.
Ведёт преимущественно дневной образ жизни. Питается лягушками и мелкими млекопитающими, включая мышей и крыс, поэтому нередок неподалёку от людского жилья и на полях сахарного тростника, где до изобретения уборочных комбайнов случались наиболее частые нападения змей на людей.
Ядовитые зубы до 13 мм в длину.
Ядовитые железы тайпана содержат до 400 мг яда, в среднем около 120 мг. Яд тайпана оказывает преимущественно нейротоксическое (блокирует мускульные сокращения, что вызывает паралич дыхательной мускулатуры) и коагулопатическое (нарушает свёртываемость крови) действие.
Окрас однотонный, светло- или тёмно-коричневый или красноватый; голова светлее, брюхо белое или желтоватое.
Тайпан очень агрессивный и быстрый: когда его беспокоят, приподнимает голову, покачивая ею, потом молниеносно бьёт противника несколько раз подряд. Укус тайпана может привести к смерти за 4—12 часов, тогда как укушенный другими самыми ядовитыми змеями человек живёт около суток. В австралийском штате Квинсленд, где тайпаны встречаются чаще всего, умирает каждый второй укушенный.

## Тайпан Маккоя
Тайпан Маккоя (лат. Oxyuranus microlepidotus) — достигает длины 1,9 м. Окрас спины варьирует от тёмно-коричневого до соломенного; единственная змея Австралии, которая меняет цвет в зависимости от времени года — зимой (в июне-августе), когда не так жарко, эта змея заметно темнее. Голова более тёмная и может приобретать глянцево-чёрный цвет.
Ареал ограничен центральной Австралией — в основном восточным Квинслендом, но изредка встречается и на севере сопредельных штатов Новый Южный Уэльс и Северная территория. Населяет сухие равнины и пустыни, прячась в трещинах и разломах почвы, из-за чего его крайне трудно обнаружить. Питается почти исключительно мелкими млекопитающими. Самки откладывают 12—20 яиц в глубоких трещинах или в заброшенных норах; инкубация длится ок. 66 дней.
Это самая ядовитая из змей. В среднем от одной змеи получают 44 мг яда — этой дозы достаточно, чтобы убить 100 человек или 250 тысяч мышей. Со среднесмертельной дозой LD50 0,01 мг/кг её яд примерно в 180 раз сильнее яда кобры. Однако в отличие от обыкновенного тайпана, он не агрессивен; все задокументированные случаи укусов были результатом неосторожного обращения с ним.